# Giustizia e Libertà

Italienische Flagge mit Emblem der Gruppe Giustizia e Libertà

Giustizia e Libertà [dʒuˈstittsja e liberˈta] (deutsch: Gerechtigkeit und Freiheit), auch GL, war eine italienische Widerstandsbewegung gegen den Faschismus.

## Entstehung
Die antifaschistische Widerstandsbewegung Giustizia e Libertà wurde im Jahre 1929 von Carlo Rosselli, Emilio Lussu und Alberto Tarchiani in Paris gegründet. Unter demselben Namen erschien auch eine Wochenzeitung, die die politische Haltung zum Ausdruck brachte.
In Italien bildeten sich Gruppen, die die Ziele von Giustizia e Libertà vertraten und im Kontakt mit dem Pariser Zentrum standen.

## Verfolgung
Durch eingeschleuste Informanten und Provokateure war die politische Polizei OVRA über alle Pläne und Aktivitäten stets gut informiert. Das Pariser Zentrum wurde intensiv überwacht. Carlo Rosselli war oft unterwegs; bei jeder Zusammenkunft oder Konferenz saß unter den Zuhörern mindestens ein Informant. Giustizia e Libertà wurde vom faschistischen Regime mit außerordentlicher Härte unterdrückt und verfolgt. Alle Gruppen in Italien wurden nach und nach infiltriert und aufgelöst. Der erste Prozess fand im Mai 1931 vor dem Tribunale speciale per la difesa dello stato statt, nachdem die Aktivitäten der Mailänder Gruppe verraten worden waren. Einen Monat später standen drei Regionalvertreter der Bewegung für Sardinien und Florenz vor Gericht. Die Gruppen in Rom und Triest flogen 1932 auf; die Angeklagten wurden auf abgelegene Inseln verbannt. GL-Vertreter im Piemont wurden 1934 und 1935 verhaftet. Weitere Prozesse fanden vereinzelt bis 1940 statt. Als Tatbestand galten: Zugehörigkeit zur antifaschistischen Organisation Giustizia e Libertà; Herstellung und Verbreitung von Flugblättern und Druckschriften; Korrespondenz mit dem Zentrum in Paris; Rekrutierung von Spanienfreiwilligen (während des Spanischen Bürgerkriegs); Verfassen von Artikeln für Giustizia e Libertà.

## Ermordung von Carlo Rosselli
Carlo Rosselli, der seit seiner Ankunft in Paris sowohl von der französischen Sûreté als auch von einem dichten faschistischen Informantennetzwerk überwacht wurde, wurde am Abend des 9. Juni 1937 mit seinem Bruder Nello in Bagnoles-de-l’Orne (Normandie) in einen Hinterhalt gelockt und von Agenten der Cagoule ermordet. Der Prozess im Jahre 1945 gegen Auftraggeber und Vollstrecker offenbarte die engen Verbindungen zwischen dem italienischen Außenministerium, dem militärischen Nachrichtendienst und der Cagoule sowie den bestehenden Konsens, einen als besonders gefährlich betrachteten Antifaschisten zu beseitigen. Rossellis Tod war ein schwerer Schlag für Giustizia e Libertà. Schließlich setzte der Zweite Weltkrieg jeglicher Betätigung ein Ende. Ehemalige Vertreter und Anhänger von Giustizia e Libertà schlossen sich der 1942 gegründeten Aktionspartei an.